# Venezillo berlandi
Venezillo berlandi är en kräftdjursart som först beskrevs av Paulian de Felice 1940.  Venezillo berlandi ingår i släktet Venezillo och familjen Armadillidae. Inga underarter finns listade i Catalogue of Life.